# Puente de San Úrbez
El puente de San Úrbez, en Sobrarbe, es un puente románico sobre el río Bellós a su paso por el congosto de Cambras, unos cientos de metros después del valle de Añisclo (Aragón, España). 
Junto con la Ermita de San Úrbez, donde vivió el santo, es uno de los lugares más visitados del valle de Añisclo y del parque nacional de Ordesa y Monteperdido por su fácil acceso desde la carretera. Ello motivó la construcción de un segundo puente moderno en las inmediaciones. La obra se realizó en el año 1969 bajo la dirección de Félix Aínsa Castro.
Se encuentra en un mirador que permite vistas sobre el río Bellós y el congosto de Cambras. Esta ubicación hizo que se prodigaran mitos y relatos populares sobre su construcción, dando origen al culto de San Urbez en la comarca.

## El milagro del puente
El mito de San Urbez en Aragón cuenta que unos pastores del valle de Vio preguntaron al santo si sabía como hacer que los animales cruzaran el barranco, a lo que él dejó caer una barra en la garganta, que encalló de canto entre dos rocas en la zona más estrecha del río, mostrando la ubicación donde se debía construir el puente.